# Журловка
Жу́рловка (рос. Журловка, ерз. Журловка) — селище у складі Кочкуровського району Мордовії, Росія. Входить до складу Семілейського сільського поселення.

## Населення
Населення — 13 осіб (2010; 16 у 2002).
Національний склад (станом на 2002 рік):
- росіяни — 69 %